# Gesiel José de Lima
Gesiel José de Lima (sinh ngày 8 tháng 12 năm 1968) là một cầu thủ bóng đá người Brasil.

## Sự nghiệp câu lạc bộ
Gesiel José de Lima đã từng chơi cho Yokohama F. Marinos.

## Thống kê câu lạc bộ

### J.League
| Đội                 | Năm       | J.League | J.League | J.League Cup | J.League Cup | Tổng cộng | Tổng cộng |
| Đội                 | Năm       | Trận     | Bàn      | Trận         | Bàn          | Trận      | Bàn       |
| ------------------- | --------- | -------- | -------- | ------------ | ------------ | --------- | --------- |
| Yokohama F. Marinos | 2001      | 11       | 1        | 4            | 0            | 15        | 1         |
| Yokohama F. Marinos | 2002      | 20       | 5        | 6            | 0            | 26        | 5         |
| Tổng cộng           | Tổng cộng | 31       | 6        | 10           | 0            | 41        | 6         |